# NGC 5833
NGC 5833 ist eine 12,0 mag helle Balken-Spiralgalaxie vom Hubble-Typ SAB(r)c im Sternbild Paradiesvogel am Südsternhimmel, die schätzungsweise 129 Millionen Lichtjahre von der Milchstraße entfernt ist. 
Sie wurde am 4. April 1835 von John Herschel mit einem 18-Zoll-Spiegelteleskop entdeckt, der bei drei Beobachtungen „pF, pmE, glbM, 35 arcseconds long, 20 arcseconds broad. In a field full of stars“,„vF, lE, glbM“ und „eF, pmE, 25 arcseconds“ notierte.

## NGC 5833-Gruppe (LGG 397)
| Galaxie   | Alternativname | Entfernung/Mio. Lj |
| --------- | -------------- | ------------------ |
| NGC 5833  | PGC 54250      | 129                |
| NGC 5799  | PGC 53875      | 131                |
| PGC 54578 | ESO 68-01      | 137                |
| PGC 55147 | ESO 42-07      | 124                |